# Edward Ratcliffe Garth Russell Evans
Edward Ratcliffe Garth Russell Evans (Londres, 28 de octubre de 1880-Golå, Noruega, 20 de agosto de 1957), 1.º barón Mountevans, conocido como "Teddy" Evans, fue un oficial naval británico y explorador antártico. Fue el segundo al mando en la expedición Terra Nova, dirigida al Polo Sur y comandada por Robert Falcon Scott entre 1911 y 1912, y que costó la vida de todos los hombres que habían llegado al Polo.

## Biografía
Evans había servido con anterioridad como segundo oficial en el Morning, el barco de relevo en la primera expedición Antártica de Scott entre 1901 y 1904. Scott le ofreció a Evans el cargo de segundo en su expedición para así persuadirle de la idea de organizar una expedición para explorar la península de Eduardo VII. Sin embargo no fue una relación laboral fácil, ya que Scott seguía considerando a Evans como un rival.
En la Antártida, Evans estuvo inicialmente a cargo de la partida de trineos a motor de Scott, pero cuando éstos se averiaron, continuaron hacia el sur arrastrando a pulso los trineos, como líder de la última partida de apoyo que acompañaría a Scott hasta el Polo. Evans dejó al grupo de Scott el 4 de enero de 1912, a algo menos de 250 km del Polo. En el viaje de vuelta, Evans enfermó gravemente de escorbuto y tuvo que ser trasladado en el trineo. Su estado empeoraba por momentos y su compañero de viaje William Lashly, así lo reflejaba en su diario del viaje " [Evans] ... se vuelve blanco y azul, así como de otros colores", y más adelante, empezó a padecer dolores que se hacían insoportables. Llegados a este punto, el otro miembro de la expedición, Thomas Crean, tuvo que recorrer a pie y completamente solo los restantes casi 70 km que les separaban del campamento base de la expedición para conseguir ayuda.
A causa de su enfermedad, Evans fue enviado de vuelta a casa en el barco de la expedición, el Terra Nova en marzo de 1912, pero se recuperó y volvió al año siguiente, al mando del barco que debía rescatar a los supervivientes de la expedición.

Con posterioridad a su servicio en la Antártida, Evans tuvo una exitosa carrera naval. En 1917, comandó el destructor HMS Broke en operaciones contra destructores alemanes. Siendo ascendido al rango de almirante y se creó una baronía que le fue concedida, Lord Mountevans de Chelsea, en 1945. Recibió la Distinguished Service Order (1917) y fue nombrado caballero comendador de la orden del Baño (1935), también con diversos condecoraciones.

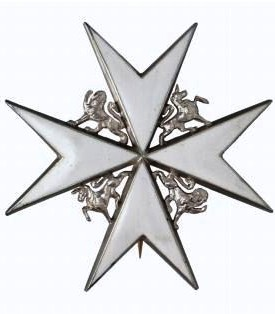
Placa de caballero de la Orden de San Juan.

E.R.G.R. "Teddy" Evans no debe ser confundido con el contramaestre Edgar Evans, quien fue uno de los miembros de la partida de Scott que murieron cuando volvían del Polo Sur.